# Heimia
Heimia là một chi thực vật có hoa trong họ Lythraceae.

## Các loài
Chi này gồm các loài:
- Heimia longipes (A. Gray) Cory
- Heimia montana (Griseb.) Lillo
- Heimia myrtifolia Cham. & Schltdl.
- Heimia salicifolia (Kunth) Link

## Hình ảnh

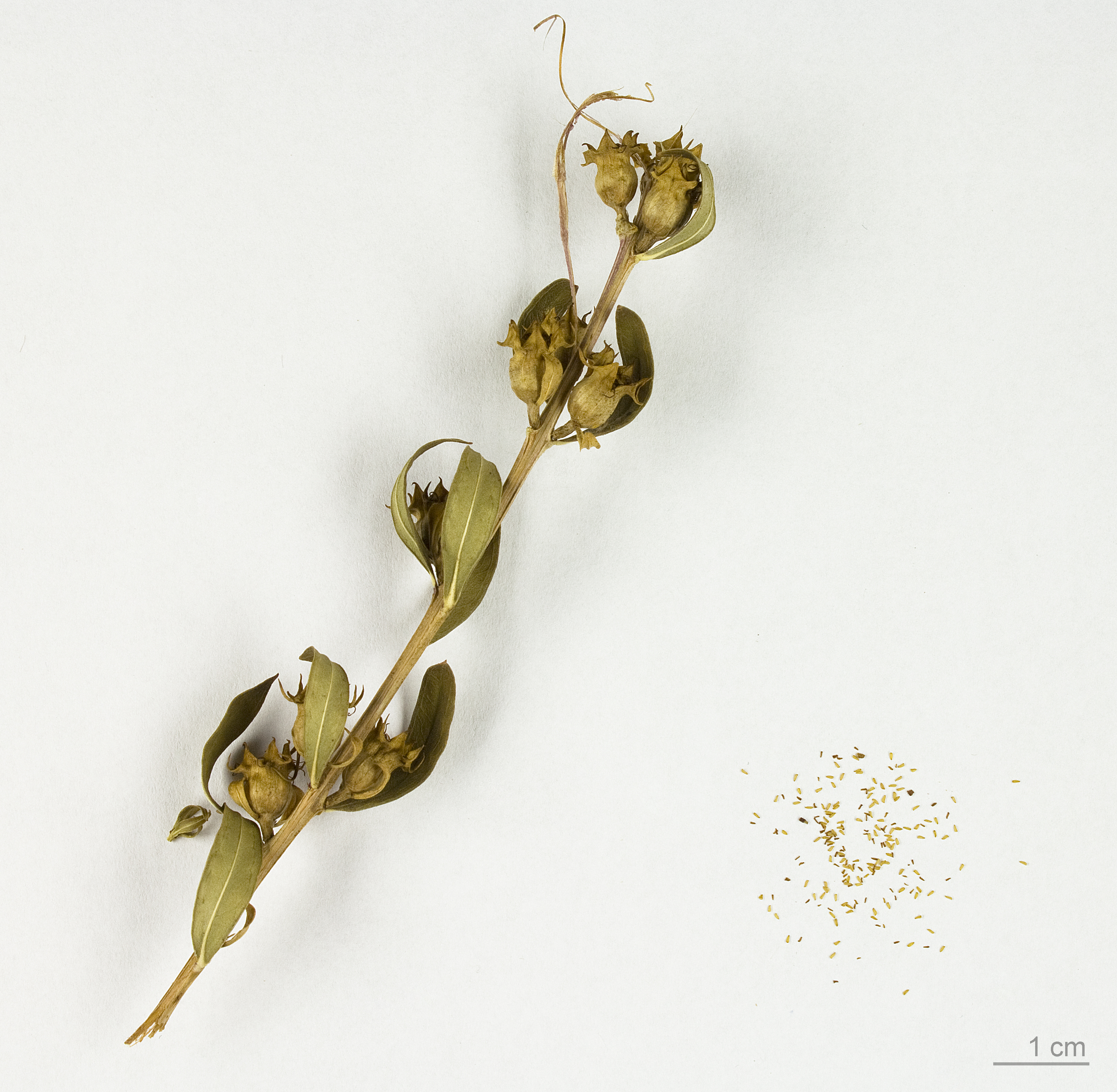